# Чарлз Армстронґ (веслувальник)
Чарлз Армстронґ (англ. Charles Armstrong, 23 жовтня 1881 — 12 березня 1952) — американський академічний веслувальник.
Олімпійський чемпіон 1904 року в складі вісімки.